# Michałowo Wielkie
Michałowo Wielkie – wieś w Polsce położona w województwie podlaskim, w powiecie wysokomazowieckim, w gminie Czyżew.
W latach 1975–1998 miejscowość administracyjnie należała do województwa łomżyńskiego.
Wierni kościoła rzymskokatolickiego należą do parafii św. Apostołów Piotra i Pawła w Czyżewie.

## Historia
W roku 1827 we wsi 14 domów i 118. mieszkańców. W pobliżu Michałowo-Wróble liczące 10 domów i 65. mieszkańców.
Pod koniec XIX w. wieś w Powiecie ostrowskim, gmina Dmochy-Glinki, parafia Czyżewo. We wsi było 21 osad. Powierzchnia użytków rolnych 83 morgi.
Powierzchnia użytków rolnych w folwarku Michałowo-Wielkie wynosiła 534 morgi: grunty orne i ogrody-412, łąki-109, place i nieużytki-13 morgów. W folwarku znajdowało się 10 budynków drewnianych. Michałowo-Wróble liczyły 17 osad, a powierzchnia gruntów we wsi wynosiła 59 morgów
W 1921 r. wyszczególniono:
- wieś Michałowo Wielkie. Było tu 17 budynków z przeznaczeniem mieszkalnym oraz 111. mieszkańców (53. mężczyzn i 58 kobiet)
- folwark Michałowo Wielkie, gdzie znajdowały się 3 budynki mieszkalne z 32. mieszkańcami (18. mężczyzn i 14 kobiet). Wszyscy podali narodowość polską.[9]